# 執行時期錯誤檢測
執行階段錯誤檢測是在軟體執行時進行分析，檢查是否有程序错误的軟體驗證方式。可以用在單元測試、模組測試、集成测试、系统测试（自動化測試或是人工測試）或是渗透测试。
執行階段錯誤檢測可以識別一些執行時才會發現的問題（例如檔案被覆寫），找到程式崩潰、運行變慢或是運作異常的根本原因，並且針對根本原因設法修正。執行時期常見的錯誤有以下這些：
- 競爭危害
- 資源泄漏
- 内存泄漏
- 漏洞（例如SQL注入）
- 空指標
- 記憶體損壞（英语：Memory corruption）
- 缓冲区溢出[1]

執行階段錯誤檢測工具只能偵測應用程式執行控制流的錯誤。